# Col de Galzetaburu
Le col de Galzetaburu, en basque Galzetaburuko lekoa, est un col de faible altitude (263 m) situé sur la commune de Gamarthe en Basse-Navarre, dans les Pyrénées-Atlantiques. Il est traversé par la D 933 reliant Saint-Palais à Saint-Jean-Pied-de-Port.

## Toponymie
L'endroit est nommé Gaztelaburta sur les cartes de Cassini, Galcetaburu sur le
cadastre de Napoléon et Galtzetaburua sur la carte IGN.

## Géographie

### Topographie
Le col sépare la vallée de la Bidouze au nord de la vallée de la Nive au sud.
Il est situé entre le Pagaburu (543 mètres) au nord-ouest et l'Orgamendi (649 mètres) au sud-est.

### Géologie
Le col est à la frontière de flyschs du Crétacé supérieur de la plaine au nord et de grès de l'Éocène pour les parties plus élevées de la commune de Gamarthe.

## Histoire
Le col se trouvait sur la voie romaine Bordeaux-Astorga, décrite par l'itinéraire d'Antonin.
Il est traversé par le Camino navarro, voie commune du pèlerinage de Saint-Jacques-de-Compostelle en aval d'Ostabat. L'endroit est matérialisé par une croix monumentale de 1714 nommée croix de Galcetaburu.

### Cartes
1. 1 2 3 4  « Carte IGN classique » sur Géoportail.
2. ↑  César-François Cassini de Thuryl, « Carte générale de la France no. 140, feuillet 105, Saint-Jean-Pied-de-Port »
3. ↑  « Cadastre de Napoléon : Gamarthe »
4. ↑  « Carte géologique » sur Géoportail.

### Autres références
1. ↑  Louis de Buffières et Jean-Michel Desbordes, De la voie romaine au chemin de Saint-Jacques : le franchissement du port de Cize, Eusko Ikaskuntza/Société d'Études basques, 2006 (ISBN 2-910023-80-X)
2. ↑  « POP : la plateforme ouverte du patrimoine : Croix de Galcetaburu »